# NGC 4305
NGC 4305 é uma galáxia espiral (Sa) localizada na direcção da constelação de Virgo. Possui uma declinação de +12° 44' 27" e uma ascensão recta de 12 horas, 22 minutos e 03,6 segundos.
A galáxia NGC 4305 foi descoberta em 2 de Maio de 1829 por John Herschel.